# メセルソン-スタールの実験
メセルソン-スタールの実験（メセルソン-スタールのじっけん）は、マシュー・メセルソンとフランクリン・スタールによる、DNAが半保存的に複製されていることを実証した実験のことである。

## 前史

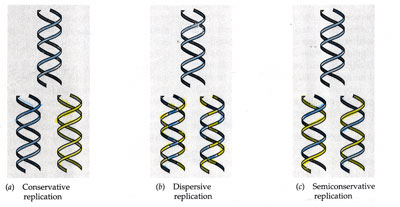
図1　メセルソン-スタールの実験以前に提唱されていた、DNA複製における複製鎖と非複製鎖の構造的関係に関する3つの仮説。a) 保存的複製(Conservative replication)、b) 不連続的複製(Discontinuous replication、分散的複製：Dispersive replication)、c) 半保存的複製(Semiconservative replication、実際のDNA複製の形態).

遺伝子複製のしくみは、遺伝子の実態が明らかにされるにつれて、重要な関心の対象となった。遺伝子の本体がDNAであることが明らかとなり、その二重らせん構造がワトソンとクリックによって解明されたとき、半保存的複製が行われている可能性が彼ら自身によって示唆された。しかし、これは単なる仮説であって、いかに魅力的であっても、それを証明しなければ、他の可能性を排除できない。
このときに考えられていた複製の型としては、次の三つがあった(図1)。
1. 保存的複製(Conservative replication)：元のDNA鎖はそのままに保存し、それと同じものを複製する。全く元の通りの鎖と全く新しい鎖ができる
2. 不連続的複製(Discontinuous replication、分散的複製：Dispersive replication)：元の鎖は部分部分に分かれ、それを補う形で新しい鎖が作られる。新しい二重鎖は、それぞれに部分的に古い鎖を含む。
3. 半保存的複製(Semiconservative replication)：もとのDNA鎖を二つに分け、それぞれを鋳型として新しいDNA鎖を作る。新たに生じた二本の二重鎖はそれぞれに古い鎖を一本ずつ含む。

## 複製法の証明
DNAが半保存的に複製されていることを証明したのは、マシュー・メセルソンとフランクリン・スタールである。彼らは、窒素の同位体を用いて古いポリヌクレオチド鎖と新しく合成されるそれを区別することを考えた。

### 方法
まず、通常の窒素14より重い、窒素15からなる塩化アンモニウムを含む培地を作り、大腸菌をこの培地で培養、増殖させた。これによって、増殖した大腸菌のDNAに含まれる窒素は、その大部分が窒素15であると判断する。その後、大腸菌を取り出し、今度は窒素14を含む培地に移して培養すれば、新しく合成されるポリヌクレオチド鎖は窒素14を使って合成されるから、古いDNA鎖とは重さで区別できるはずである。そこで、窒素14の培地に移してからの時間経過に沿ってDNAを取り出し、その重さを調べることができれば、DNA合成のやり方が判断できるはずである。
ただし、その重さの差はごくわずかである。これを区別するためには密度勾配遠心法が開発された。これは、塩化セシウム溶液を超遠心分離器に長時間かけることで濃度勾配を作るもので、その結果、沈降セル内の溶液は底の方ほど濃度が高く、上に行くほど濃度が低い勾配を生じる。ここに密度の異なる試料を入れて、改めて遠心分離をかけると、試料はそれ自身の密度と釣り合う位置に沈んで、狭いバンドを作ることから、わずかの密度の差を区別できるというものである。
これにこの大腸菌のDNAをかければ、重い窒素15だけを含むDNA鎖は一番底に近い位置に出て、軽い窒素14だけからなるDNA鎖は上の層に出る。窒素14を含むポリヌクレオチド鎖と窒素15の鎖とを一本ずつ含むDNAは、両者の中間の位置に出るはずである。また、両者の一部が交じったDNA鎖があるならば、その混合の程度に応じて、両者の中間の任意の位置に出ると考えられる。

### 結果
実験の結果、窒素14の培地に移してから第一回目の分裂が起きた後の大腸菌から取り出したDNAは、すべてが中間の位置に出た。第二回の分裂以降の細胞から得られたDNAは、中間の位置と上の位置に出た。このことは、第一回の分裂では窒素15の鎖の一本を元に窒素14の鎖が形成され、中間の重さの鎖が形成されたこと、二回目ではこの14と15の鎖の一本ずつから新たにDNAが合成され、15の鎖をもとにしたものは中間の重さの鎖になり、14の鎖をもとにしたものは軽い鎖になったということであり、半保存的複製が行われていることを示すものである。
これ以後も、半保存的複製が行われていることは、いくつかの方法、複数の生物で実験が行われ、確かめられている。